# پل سوندسن
پل سوندسن (انگلیسی: Poul Svendsen؛ زادهٔ ۲۱ آوریل ۱۹۲۷) قایقران روئینگ اهل دانمارک است.